# レオポルド・オドンネル

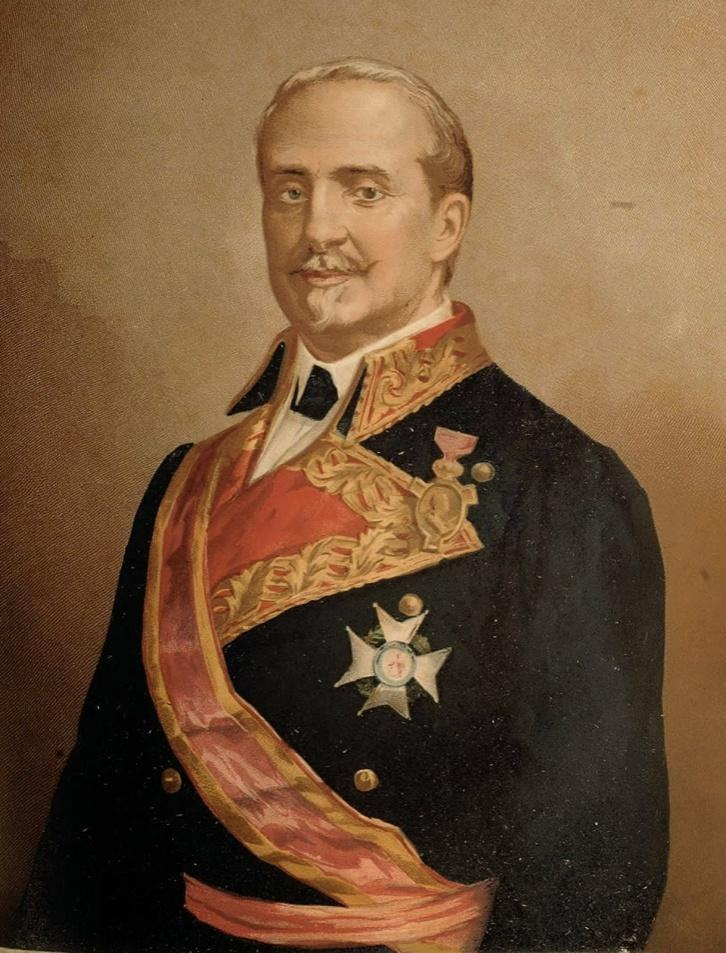
オドンネルの肖像、プラド美術館蔵

レオポルド・オドンネル・イ・ホリス（Leopoldo O'Donnell y Jorris、1. Duque de Tetuán, 1. Conde de Lucena, 1. Vizconde de Aliaga、1809年1月12日 - 1867年11月5日）は、スペインの軍人・政治家。グランデとして初代テトゥアン公爵、ルセーナ公爵、アリアーガ子爵の称号を持っていた。

## 生涯
サンタ・クルス・デ・テネリフェで、スペイン軍人カルロス・オドンネルとその妻ホセーファの子として生まれた。その姓から察せられるように、先祖はアイルランド人であった。
オドンネルは、1830年代に国を二分した第一次カルリスタ戦争において、摂政マリア・クリスティーナを支持する自由主義派の強力な支持者だった。バルドメロ・エスパルテロ将軍が1840年代に実権を掌握すると、オドンネルは摂政マリア・クリスティナとともに国外へ亡命した。彼は1841年にエスパルテロに対するクーデターを企んだ。ラモン・マリア・ナルバエスが実権を掌握すると、オドンネルはすぐに地位を回復し、1843年10月には総司令官としてキューバへ派遣された。ラ・エスカレーラの弾圧として知られる、1844年の虐殺で彼の名は記憶された。キューバの何千人もの奴隷と、有色人種の自由人が暗い地下牢獄で、拷問を受け、処刑され、命を絶たれたのである。1854年、彼は政府に対して軍事クーデターを起こし、一時は首相に任命された。彼はエスパルテロ内閣で軍事大臣を務めた。

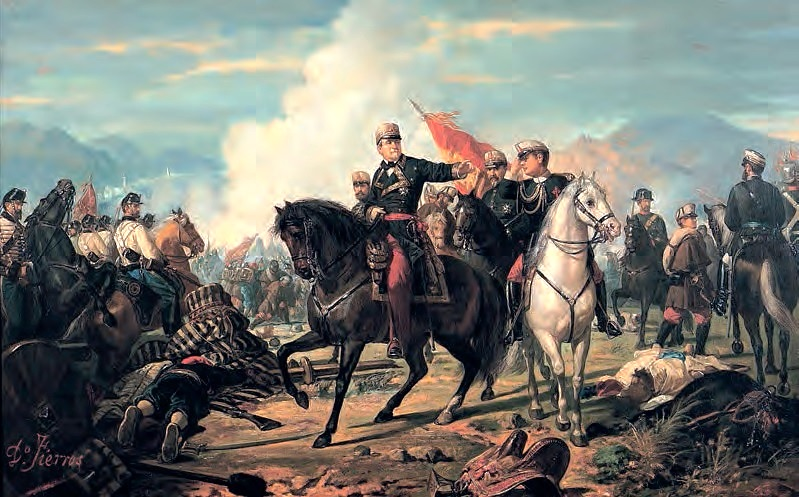
テトゥアンの戦いにおけるオドンネル

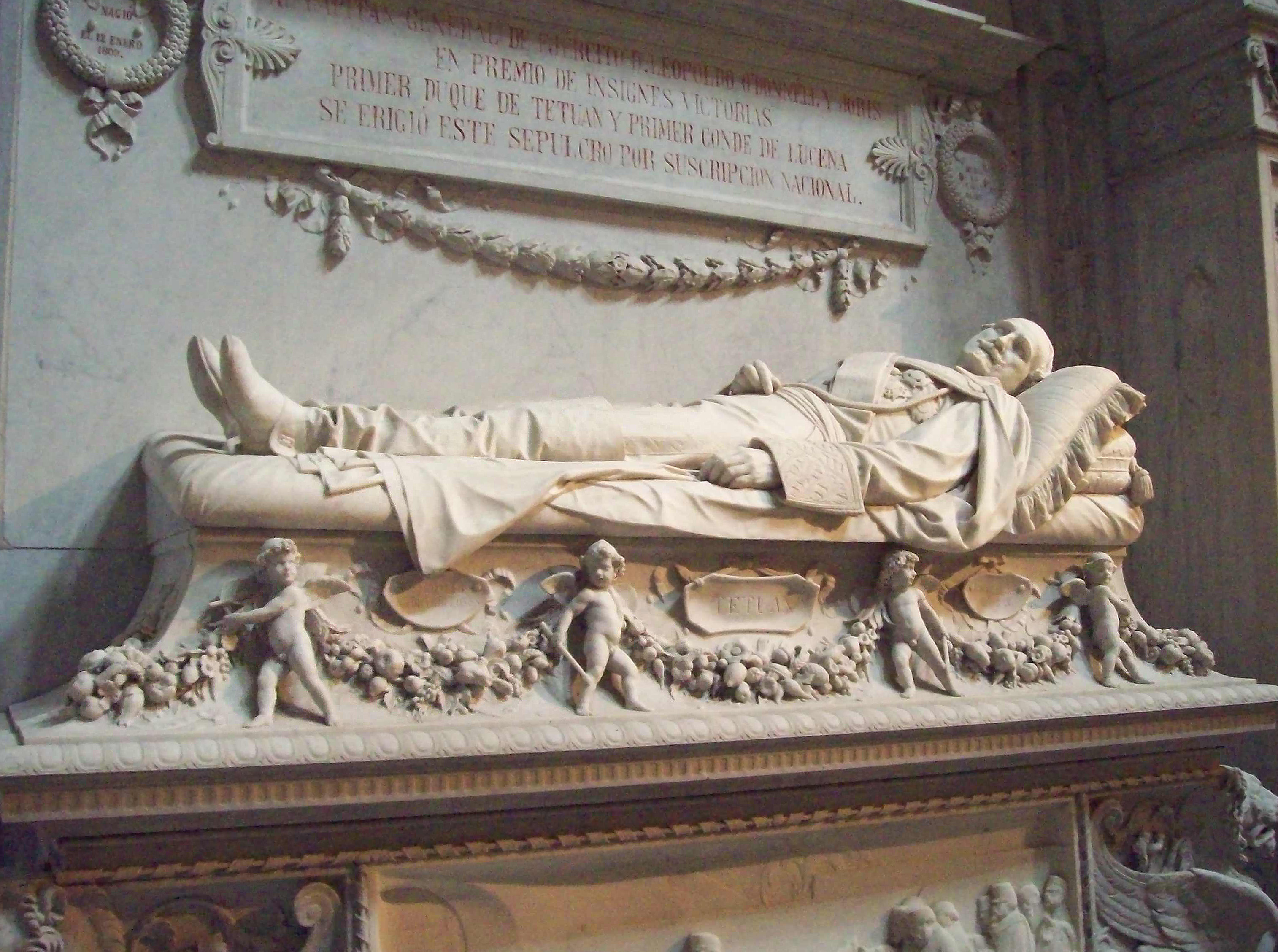
マドリードにあるオドンネルの墓所

クリミア戦争は、ロシアの経済封鎖により穀物価格急騰を引き起こし、1854年のガリシアでの飢饉を誘発した。力織機暴動がスペイン中に広まり、オドンネル将軍はこの事件に介入してマドリードへ入城した。エスパルテロは1856年7月14日から15日にかけ、オドンネルの配慮で辞職し、女王イサベル2世が彼に第44代スペイン首相として組閣するよう要請した。自身の新しい政権のため、オドンネルは連合自由党（es:Unión Liberal）を組織した。これは伝統的な保守主義者、穏健派、カルリスタが手を結ぶことを目指していた。オドンネルはこの新党とともに、無干渉主義を主張し教会所有の土地の没収をうたうスペインのため"中道"を確立させようとした。権力の座にあったわずか数ヶ月後の10月12日に、彼は解任された。そしてその状況は2年間続いた。彼の第一次政権は、未来の進化への基礎を築いた。
第二次政権では、彼はさらに注意深くなった。オドンネルは第二次、そして第三次政権において、スペインの鉄道インフラストラクチャーを改善する外国投資を呼び込むため、骨身を惜しまず働いた。しかし彼は経済成長の多くを達成できなかった。既に本質的に工業中心地となっていたナバーラとカタルーニャでのみ、産業の成長に拍車がかかった。彼は新しく積極的なスペイン帝国主義政策の提案者だった。特に、フランスがアルジェリアにおいて成功した後、彼はアフリカ大陸でのスペイン領の拡大を目指した。第一次政権において、1858年6月30日から7月2日まで、彼は第136代外務大臣と第48代首相を兼ね、1860年10月21日から1863年1月18日まで第138代外務大臣と首相職を兼ね、1863年2月26日まで首相職に残った。第二次政権で53代首相としての任期は1860年10月21日に始まった。
テトゥアン獲得を目指した1859年のスペイン＝モロッコ戦争において、テトゥアンの戦いでスペイン軍を指揮したオドンネルは、1860年に内閣から短期間の小康を得た。彼は遠征において示した功績を称えられ、テトゥアン公爵の称号を授かった。1866年、彼はフアン・プリム将軍の率いた反乱を抑えた。続いて1866年7月11日、彼の政権の苛烈さを理由として、オドンネルはイサベル2世によって解任された。オドンネルはビアリッツへ移り住み、翌1867年にそこで没した。
1870年、オドンネルの棺はマドリードのヌエストラ・セニョーラ・デ・アトーチャ聖堂（es:Basílica de Nuestra Señora de Atocha）へ移葬された。